# 维莱莱芒日耶讷
维莱莱芒日耶讷（法語：Villers-lès-Mangiennes，法語發音：[vilɛʁ lɛ mɑ̃ʒjɛn]，意为“芒日耶讷附近的维莱”）是法国默兹省的一个市镇，属于凡尔登区。

## 地理
维莱莱芒日耶讷（49°22'22"N, 5°30'16"E）面积8.23 平方千米，位于法国大東部大區默兹省，该省份为法国西北部内陆省份，北与比利时接壤，西接马恩省和阿登省，南至上马恩省和孚日省，东临默尔特-摩泽尔省。
与维莱莱芒日耶讷接壤的市镇（或旧市镇、城区）包括：芒日耶讷、卢瓦松河畔梅尔勒、罗马涅苏莱科特、奥坦河畔圣洛朗。

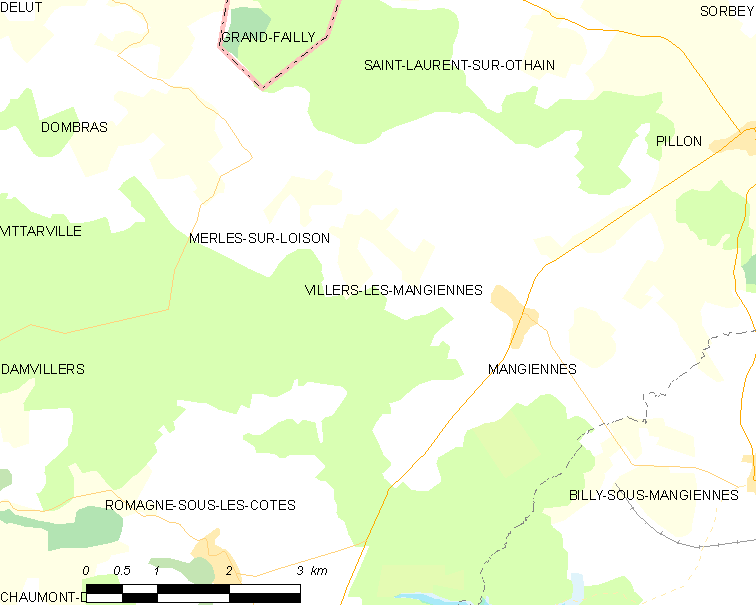
维莱莱芒日耶讷的OSM定位图

维莱莱芒日耶讷的时区为UTC+01:00、UTC+02:00（夏令时）。

## 行政
维莱莱芒日耶讷的邮政编码为55150，INSEE市镇编码为55563。

## 政治
维莱莱芒日耶讷所属的省级选区为布利尼县。

## 人口

1962-2008年间维莱莱芒日耶讷人口变化图示

维莱莱芒日耶讷于2022年1月1日时的人口数量为71人。